# Слобода говора
Слобода говора је слобода појединца или заједнице да искажу своје мишљење или идеје без страха од одмазде, цензуре или санкције. Термин “слобода изражавања”. Слобода изражавања се признаје као људско право према члану 19 Универзалне декларације о људским правима, и одобрена је међународним законом о људским правима у Међународном пакту о грађанским и политичким правима. У члану 19 Универзалне декларације о људским правима се наводи да “свако треба да има право на мишљење без нечијег мешања“ и “свако треба да има право на слободу изражавања“, што право подразумева слободу тражења, примања и давања информација и идеја свих врста, усмено, писано или штампано, у облику уметности, или кроз било који други медиј по његовом избору, без икаквих граница. Верзија члана 19 у Међународном пакту о грађанским и политичким правима са накнадним допунама наводи да остваривање овог права носи “посебне дужности и одговорности“ и може “бити подложно одређеним ограничењима“ када је то потребно за поштовање права и угледа других или ради заштите националне безбедности или заштиту јавног реда или заштиту јавног здравља и морала.
Због тога се слобода говора и изражавања не могу признати као неограничени, а заједничка ограничења слободе говора односе се на јавне оптужбе, клевету, непристојност, порнографију, побуну, подстицање, псовке, тајне податке, кршење ауторских права, пословне тајне, етикетирање хране, споразуми необјављивања, право на приватност, право бити заборављен, право на заборав, јавну безбедност и кривоклетство. Оправдања за такве наводе укључују принцип штете, који је предложио Џон Стјурат Мил у Он либертy, који предлаже следеће: једина сврха за коју се моћ може с правом употребљавати над било којим чланом цивилизоване заједнице, против његове воље, је спречавање штете за друге. Идеја о “принципу преступа“ се такође користи за оправдавање ограничења говора, описујући ограничења облика изражавања која се сматрају увредљивим по друштво, узимајући у обзир факторе као што су степен, трајање, мотиви говорника и лакоћу са којом би се то могло избећи. Са еволуцијом дигиталног доба, појављују се нови начини комуницирања и ограничења, па тако примена слободе говора постаје још контроверзнија, на пример Golden Shield Project, који је покренут на иницијативу Министарства Јавне Безбедности кинеске владе који филтрира потенцијално непожељне податке из страних држава.

### Порекло слободе говора и изражавања
Слобода говора и изражавања има дугу историју која предстоји међународним инструментима за људска права. Сматра се да се древни атински демократски принцип слободног говора појавио крајем 6. или почетком 5. века пре нове ере. Вредности Римске републике укључују слободу говора и слободу вероисповести.
Концепти слободе говора се могу наћи у древним документима о људским правима. Енглеска Повеља о правима из 1689. законски је успоставио уставно право “слободе говора у Парламенту“ који је и даље на снази. Декларација о правима човека и грађана, усвојена током Француске револуције 1789. године, посебно је утврдила слободу говора као неотуђиво право. Декларација предвиђа слободу изражавања у члану 11, у којем наводи:
Слободна комуникација о идејама и мишљењима је једно од најдрагоценијих права човека. Према томе, сваки грађанин може слободно да прича, пише и штампа, али треба да буде одговоран за злоупотребу те слободе коју треба дефинисати законом.
Члан 19 Универзалне декларације људских права, усвојене 1948. године, наводи да:
Свако има право слободног изражавања и мишљења, ово право укључује слободу поседовања мишљења без нечијег мешања и тражење, примање и давање информација и идеја кроз било које медије без обзира на границе.
Слобода говора и слобода изражавања су данас признате у међународном и регионалном закону о људским правима. Ово право се брижљиво чува у члану 19 Међународног пакта о грађанским и политичким правима, члану 10 Европске конвенције о људским правима, члану 13 Америчке конвенције о људским правима и члану 9 Афричке повеље о људским правима и правима народа. На основу аргумената Џона Милтона, слобода говора се разуме као вишеслојно право које укључује не само право изражавања, или ширења, информација и идеја, већ и три различита становишта:
1. Право на тражење информација и идеја
2. Право на примање информација и идеја
3. Право давања информација и идеја

Међународни, регионални и национални стандарди подразумевају да слобода говора, као слобода изражавања, такође укључују било који медиј, било да је то усмено, писмено, у штампи, уз помоћ интернета или кроз уметничке облике. То значи да заштита слободе говора као права подразумева не само садржај, већ и начин изражавања.

## Однос са другим врстама права
Право на слободу говора и изражавања је уско повезано са другим правима и може бити
ограничено када је у супротности са другим правима (види ограничења слободе говора). Право на слободу изражавања такође се односи на право на правично суђење и судски поступак који може ограничити приступ претраживању информација или утврдити могућност и средства у којима се слобода изражавања манифестује у судском
поступку. Као опште начело, слобода изражавања не може ограничити право на приватност, као и част и углед других. Међутим, већа је ширина када се ради о критикама
јавних личности. Право на слободу изражавања посебно је важно за медије, који имају посебну улогу као носилац општег права на слободу изражавања за све. Међутим, слобода штампе не мора нужно омогућити слободу говора. Џудит Лихтенберг Архивирано на веб-сајту  (21. април 2021) је указала на услове у којима слобода штампе може ограничити слободу говора, на пример када медији потискују информације или угрожавају разноликост гласова који су инхерентни слободи говора. Лихтенберг Архивирано на веб-сајту  (21. април 2021) тврди да је слобода штампе само облик имовинског права, који се сумира по принципу "нема новца, нема гласа".

### Демократија и друштвена интеракција
Слобода говора се сматра основним људским правом у демократији. Норме о ограничавању слободе изражавања значе да јавна дебата не може бити у потпуности потиснута чак и у ванредним ситуацијама. Један од најзначајнијих заговорника везе између слободе говора и демократије је Алекандер Меиклејџон. Он тврди да је концепт демократије људска самоуправа. За такав систем рада неопходно је информисано бирачко тело. Да би били добро упознати, не мора бити ограничења у слободном протоку информација и идеја. Према Меиклејџону, демократија неће бити истинита њеном суштинском идеалу ако су они на власти способни манипулисати бирачима задржавајући информације и гушћу критику. Меиклејџон признаје да жеља да се манипулише мишљењем може проистећи из потеза тражења користи од друштва. Међутим, тврди он, избор манипулација негира, у свом средствима, демократски идеал. Ерик Баренд је ову одбрану слободног говора назвао на темељу демократије "вероватно најатрактивнија и сигурно најмодернија теорија слободног говора у модерним западним демократијама".  Томас И. Емерсон је проширио ову одбрану када је тврдио да слобода говора помаже у обезбеђивању равнотеже између стабилности и промена. Слобода говора делује као "сигурносни вентил" како би ослободила пару кад би људи иначе били склони револуцији. Он тврди да је "принцип отворене дискусије начин постизања прилагодљивије и истовремено стабилније заједнице, одржавања несигурне равнотеже између здравог расцепа и неопходног консензуса". Емерсон даље тврди да "Опозиција служи виталној друштвеној функцији у надокнађивању или побољшању (нормалног) процеса бирократског распада".  Истраживање које је спровео Светски пројекат индикатора управљања у Светској банци указује на то да слобода говора и процес одговорности који следи имају значајан утицај на квалитет управљања државом. "Глас и одговорност" унутар једне земље, дефинисани као "степен до којег грађани земље могу учествовати у одабиру своје владе, као и слободе изражавања, слободе удруживања и слободних медија " је једна од шест димензија управљање које показују свјетски индикатори управљања за више од 200 земаља. У овом контексту важно је да развојне агенције стварају основу за ефикасну подршку слободној штампи у земљама у развоју. Ричард Мун је развио аргумент да вредност слободе говора и слободе изражавања лежи у друштвеним интеракцијама. Мун пише да "кроз комуникацију појединца формира односе и асоцијације са другима - породицом, пријатељима, сарадницима, црквеном скупштином и сународницима. Уласком у дискусију с другима појединац учествује у развоју знања и према правцу заједнице. "

### Ограничења
За примере специфичних земаља, погледати слобода говора по земљама и криминални говор.
Члановима Вестборо Баптистичке цркве (усликани 2006) је био посебно забрањен улазак у Канаду због говора мржње-(опис слике)
Правни системи понекад препознају извесна ограничења слободе говора, посебно када се слобода говора суочава са другим правима и слободама, као што је у случају клевете, оговарања, порнографије, опсцености (развратности), борбе речима и интелектуалној својини. Оправдања за ограничење слободе говора често садрже напомене у виду“ принципа штете“ и „прекршајног принципа“. Ограничења слободе говора могу се одразити кроз правне санкције или друштвено неодобравање или кроз обоје. Одређене јавне институције такође могу доносити политику која ограничава слободу говора, на пример говорни кодови у државним школама.
У делу „О слободи“ ( 1859), Јохан Стурат Мил тврди да... „ треба да постоји потпуна слобода изрицања и расправе, као питање етичког уверења, било које доктрине, колико год неморално се то могло сматрати“. Мил тврди то да је потпуна слобода изражавања неопходна да потисне аргументе до њихових логичких граница, даље него границе социјалне (друштвене) срамоте. Било како било, Мил је представио шта је то познато као принцип штете, у стављању пратећих ограничења на слободне изразе: „једини захтев за то која моћ с правом може бити употребљавана преко било ког члана цивилизоване заједнице, против његове воље, јесте да спречи штету према другима“.
Године 1985., Џоел Фејнберг је представио шта је то познато као прекршајни принцип, тврдећи то да Милов принцип штете не пружа довољну заштиту против неправедног понашања других. Фејнберг је написао „Увек је добар разлог у подржавању предложене кривичне забране то да би то вероватно било ефективан начин спречавања наношења озбиљнијих прекршаја (као супротност повреди или штети) особама различитим од учесника, и то да је то вероватно неопходно средство том крају“. Стога Фејнберг тврди то да принцип штете поставља бар превисоко и то да неке форме изражавања могу легитимно бити забрањене законом због тога што су оне веома нападачке. Али, као што увредити некога је мање озбиљно него нанети штету некоме, изречене казне морају бити веће за изазивање штете. Као супротност, Мил не подржава правне казне осим ако оне нису створене на принципу штете. Због тога што степен могућег стварања прекршаја код људи варира, или може бити резултат неоправдане предрасуде, Фејнберг предлаже то да број фактора треба да буде урачунат у извештај када примењујемо прекршајни принцип, укључујући: обим, трајање и друштвену вредност говора, лакоћу којом може бити избегнут, мотиве говорника, број увређених људи, интензитет прекршаја, и општи интерес заједнице у глобалу.
Слично Милу, Џеспер Думен је тврдио то да штета треба да буде дефинисана са тачке гледишта индивидуалног грађанина, не ограничавајући штету на физичку штету пошто нефизичка штета може такође бити укључена;Фејнбергово разликовање штете и прекршаја је критиковано као углавном безначајно.
Године 1999., Бернард Харкорт је писао о слому принципа штете: „Данас је дебата окарактерисана какофонијом такмичења аргумената штете без било ког начина да се они реше. Нема више аргумената у склопу структуре дебате који би решили конкурентну штету. Оригинални принцип штете никад није био опремљен одлучивањем релативног значаја штета“.
Интерпретација оба, ограничења штете и прекршајних ограничења слободе говора су културно и политички релативна. На пример, у Русији, принципи штете и прекршаја су употребљивани да оправдају Руски ЛГБТ пропагандни закон ограничавајући говор ( и радње) у односу на ЛГБТ питања. Број европских земаља које су унеле понос у слободу говора иако су забрањени говори који могу бити интерпретирани као порицање холокауста. Ово укључује Аустрију, Белгију, Чешку, Француску, Немачку, Мађарску, Израел, Лихтенштајн, Литванију, Луксембург, Холандију, Пољску, Португал, Словачку и Швајцарску.
Норман Финкелштајн, писац и професор политичких наука изразио је мишљење да су абразивне карикатуре Шарли Ебдоа које приказују пророка Мухамеда премашиле границе слободе говора, поредећи те карикатуре са карикатурама Јулиуса Стришера, којег су обесили савезници после Другог светског рата за текстове и цртеже које је он објављивао. Године 2006, као одговор на очигледно абразивна питања Шарли Ебдоа, француски председник осудио је отворене провокације које су могле распламсати страсти.“Било шта што може повредити уверења некога другог, посебно религијска уверења, треба избегавати“, рекао је Ширак.
У Сједињеним Државама, владајуће оријентирано мишљење о политичком говору је Бранденбург vs Охајо (1969), изричито превише Витни vs Калифорнија. У Бранденбургу, Врховни суд Сједињених Држава се упутио праву иако је отворено причано о насилним радњама и револуцијом у широким терминима:
(Наша) одлука је обликовала принцип који конститутивне гаранције слободе говора и слободне штампе не поседују Државе да забране или укину коришћење силе или правног насиља осим где су забране усмерене на подстицање или стварање иманентних незаконитих радњи и могуће је да подстакне или изазове такве радње.
Мишљење у Бранденбургу одбацило је претходни тест о „чистим и присутним опасностима“ и направило право за слободу (политичких) заштите говора у Сједињеним Државама готово апсолутно. Говор мржње је такође заштићен Првим Амандманом у Сједињеним Државама, као одлучујући у случају Р. А. В. v. City of St. Paul, (1992) у којем је Врховни Суд надвладао то да је тај говор мржње дозвољен, осим у случајевима иманентног насиља. Погледати Први Амандман у Конституцији Сједињених Држава за више образложених информација на ову одлуку и њену историјску позадину.

### Интернет и информационо друштво
Бесплатан Говор Застава је настала током ААЦС Енцриптион Кеи контроверзу као "симбол да се покаже подршку за личних слобода." Јо Гланвил, уредник индекса о цензури, наводи да је "интернет био револуција за цензуру колико и за слободу говора". Међународни, национални и регионални стандарди признају да се слобода говора, као један облик слободе изражавања, односи на било који медији, укључујући и Интернет . Пристојност Закон комуникације (СДА) из 1996. године је био први велики покушај Конгреса Сједињених Америчких Држава да регулише порнографског материјала на интернету. 1997 године у значајнијем интернет-сајбер случају Рено против АЦЛУ-а, Врховног суда САД делимично преиначио закон. Судија Стеварт Р. Далзелл, један од три савезне судије, који је у јуну 1996. године прогласио дијелове ЦДА-а неуставним, по његовом мишљењу наводи сљедеће:
Интернет је далеко више медија за побољшање говора од штампе, зеленог села или поште. Пошто би нужно утицало на сам Интернет, ЦДА би нужно смањила говор доступан за одрасле на медијима. Ово је уставно неподношљив резултат. Неки дијалог на Интернету сигурно тестира границе конвенционалног дискурса. Говор на Интернету може бити нефилтриран, неполиран и неконвенционалан, чак и емоционално оптужен, сексуално експлицитан и вулгаран - речима, "непристојна" у многим заједницама. Али треба очекивати да се такав говор одвија у медијима у којем грађани из свих слојева живота имају глас. Такође би требало да заштитимо аутономију коју такав медиј додељује обичним људима, као и медијским магнатима . Моја анализа не лишава Владу свих начина заштите деце од опасности интернетске комуникације. Влада може наставити да заштити дјецу од порнографије на интернету кроз снажну примјену постојећих закона који криминализују опсценост и дјечију порнографију. Као што смо сазнали на саслушању, постоји и велика потреба за јавним едукацијама о предностима и опасностима овог новог медија, а Влада може испунити ту улогу. По мом мишљењу, наша акција данас треба да значи само да дозвољени надзор над Интернет садржајем владе зауставља на традиционалној линији незаштићеног говора. Непостојање владиног регулисања интернетског садржаја недвосмислено је произвело неку врсту хаоса, али као што је један од стручњака тужитеља ставио на такав резонанцију на саслушање: "Оно што је постигло успех је био хаос који је Интернет. Снага интернета је хаос. "Први амандман штити.
Светски самит о информационом друштву (енгл. WSIS) Декларације о принципима који су усвојени у 2003. години посебно говори о важности права на слободу изражавања за " информационо друштво " у наводећи:
Потврђујемо, као суштинску основу Информационог друштва, и како је описано у члану 19 Универзалне декларације о људским правима, да свако има право на слободу мишљења и изражавања; да ово право укључује слободу држања мишљења без мешања и тражити, примати и пренијети информације и идеје путем било којег медија и без обзира на границе. Комуникација је основни друштвени процес, основна људска потреба и темељ свих друштвених организација. То је централно за информационо друштво . Свако, би свугдје требало да има прилику да учествује и никога не би требало искључити из предности понуде за информационо друштво. Према Бернт Хугенхолтз и Луцие Гуибаулт, јавни домен је под притиском од " комодификације информација" јер су информације са претходно мало или без економске вриједности стекле независну економску вриједност у добу информисања. Ово укључује чињеничне податке, личне податке, генетске информације и чисте идеје . Комодификација информација се одвија кроз право интелектуалне својине, уговорно право, као и закон о емитирању и телекомуникацијама.

### Слобода информисања

#### Главни чланак: Слобода информисања
Слобода информисања је проширење слободе говора у којем је медиј изражавања Интернет . Слобода информисања може се односити и на право на приватност у контексту Интернета и информационих технологија . Као и право на слободу изражавања, право на приватност је признато људско право и слобода информисања делује као продужетак овог права. Слобода информисања може се односити и на цензуру у контексту информационе технологије, односно на способност приступа Веб садржају, без цензуре или ограничења.
Слобода информисања је такође експлицитно заштићена актима као што је Закон о слободи информисања и заштите приватности из Онтарија у Канади.

### Интернет цензура

#### Главни чланак: Интернет цензура и интернет цензура по земљама
Концепт слободе информација појавио се као одговор на државну цензуру, надгледање и надгледање интернета. Интернет цензура укључује контролу или сузбијање објављивања или приступа информацијама на Интернету. ГлобалнеИнтернет Слобода конзорцијум тврди да уклоне блокове у "слободном протоку информација" за оно што термин "затворено друштва". Према "Интернет листи непријатеља", Репортера без граница (енгл. RWB), следеће државе се баве продорном интернет цензуром: Кина, Куба, Иран, Мјанмар/Бурма, Северна Кореја, Саудијска Арабија, Сирија, Туркменистан, Узбекистан и Вијетнам .
Широко објављен пример интернет цензуре је „ Ватрени Кинески зид “ ( у референци како за своју улогу мрежног ватренозидног простора за древни Кинески зид). Систем блокира садржај спречавањем ИП адреса да буду пропуштене и састоји се од стандардних ватрених зидова и прокси сервера на интернет капијама. Систем такође селективно се ангажује у ДНС тровању када се траже посебни сајтови. Влада не наступа са жељом да се систематично испита интернет садржај, наводећи да би ови наступи били технички непрактични. Интернет цензура у Народној Републици Кини спроводи се под разним законима и административним прописима, укључујући више од шездесет прописа усмјерених на Интернет. Цензурне системе снажно спроводе покрајинске филијале државних ИСП-а, пословних компанија и организација.

### Историја неслагања истине
Пре изума штампарије писан рад који једном настане, може се умножавати само преписивањем што је изузетно тешко и склоно грешкама. Није постојао сложен систем цензуре и провере писаца, који су до 14 века били ограничени верским институцијама, а њихов рад је ретко изазивао ширу полемику. Као одговор на штампарију и Јерес коме је омогућено ширење Римокатоличка црква је наставила своју наметнуту цензуру. Штампање је омогућено за више тачних копија рада, што води бржем и распрострањенијем кружењу идеје информација порекло Закона о ауторским правима у већини Европских земаља потиче из труда Римокатоличке цркве и владе да регулишу и контролишу рад штампарије.
Године 1501. Папа Александар VI издао је закон против нелиценцираног штампања књига, а 1559. Је први пут издат Index Expurgatorius (листа забрањених књига). Index Expurgatorius је најпознатији и дуготрајан пример каталога „лоших књига“ издат одстране Римокатоличке цркве која представљала ауторитет над личним идејама и мишљењима, и потискивала тезе које су биле против њене доктрине. Index Expurgatorius је управљала Римска риквизиција али извршну власт су имале локалне власти које су га спроводиле. Сам Index Expurgatorius је имао више од 300 издања. Између осталог Index Expurgatorius је забрањивао или цензурисао књиге које су написане од стране Ренеа Декарта, Ђордана Бруна, Галилеа Галијеа, Дејвида Хјума, Џона Лока, Данијела Дефоа, Жана Жака Русоа и Волтера . Док су влада и црква подстицале штампање на различите начине, зато што је омогућавало ширење библијских и владиних организација, критике и радови који се нису слагали са тим, су такође могли брзо да се шире и круже. Као последицу тога, влада је успоставила контролу над штампаријама широм Европе, захтевајући од њих да имају званичну дозволу за трговину и издавање књига.
Утисак да израз неслагања или субверзивне ставове треба толерисати, не цензурисати или кажњавати законом, разви се заједно са развојем штампања и штампарије. Аеропагатица, издата 1644, је одговор Џона Милтона на поновно увођење владиног лиценцирања на штампарије и издаваче од стране Енглеске скупштине. Црквене власти су претходно осигурале да Милтонов есеј о разводу не добије дозволу за издавање. У Аеропагатици, издатој без дозволе, Милтон је изразио молбу за слободом изражавања и толеранцијом неистина, наводећи:
„Дајте ми слободу да знам, изјављујем и слободно расправљам на основу савести, а пре свега слобода.“
Милтонова одбрана слободе изражавања утемељена је у протестантском погледу на свет и мислио је да Енглези имају задатак да разраде истину о Реформацији што би довело до просветљења свих људи. Милтон је такође уобличио главне теме будућих дискусија о слободи изражавања. Дефинисањем обима слободе изражавања и штетног говора Милтон је полемисао против начела пре-цензуре, а за толеранцију за широк спектар гледишта. Слобода штампе престала је да се регулише у Енглеској 1695. када је налог за издавање дозволе из 1643. престао да важи увођењем Предлога права 1689. Убрзо након револуције. Појава публикација као што су Татлер (1709) и Спектатор (1711) изазвала је креирање „буржоаске јавне сфере“ у Енглеској која је омогућила слободну размену идеја и информација.
Више влада је покушало да централизује контролу као одговор на претњу ширења штампарија. Француска монархија је забранила штампање и штампар Етиен Долет је спаљен на ломачи 1557. Британска монархија је покушала да заустави проток бунтовних и јеретичких књига закупљујући фирму Статионерс. Право на штампање је било ограничено на чланове тог удружења, и 30 година касније Старачко веће је било унајмљено да ограничи „огромне енормности и злоупотребе“ „диверских садржаја и безобзирних људи који се изјашњавају на митингу или необјашњивих штампања или продаје књига“. Штампарска права су била ограничена на два универзитета и 21 постојећу штампарију у Лондону који је имао 53 штампарске пресе. Након што је Британска монархија почела контролисати начин оснивања 1637. штампари одлазе у Холандију. Сукобљавање са властима је изазвало штампаре да постану бунтовни и радикални, и заједно са 800 аутора и продаваца књига, су затворену у Бастиљи, у Паризу, до 1789. године.
Наслеђе енглеских мислилаца било је у првом плану раних расправа о правима слободе изражавања. Међу познатим мислиоцима су и Џон Милтон (1608—1674) и Џон Лок (1632. — 1704).
Лок је успоставио појединца као јединицу вредности и носиоца права на живот, слободу, имовину и тежњу за срећом. Међутим, Локове идеје су се развијале првенствено око концепта права на тражење спасења за нечију душу из тога се првенствено односило на теолошка питања. Лок није подржавао јединствену толеранцију људи нити слободу говора; према његовим идејама, неке групе, као што су атеисти, не би требало да буду дозвољени.
У другој половини 17. века, европски филозофи као што су Барух Спиноза и Пјер Бејл су развијали идеје обухватајући јединствено подручје слободе говора и толеранције. У 18. веку о идеји слободе говора су расправљали теоретичари широм западног света међу којима су се истицали француски филозофи Дени Дидро, Барон Холбах и Клод Адријан Хелвецијус. Теорија је почела да се припаја политичким теоријама, као у теорији тако и у пракси; први државни едикт у историји који је прогласио потпуну слободу говора је издат 4. децембра 1770. у Данској/Норвешкој током владавине Джона Фридриха Струенса. Међутим, сам Струенс је наметнуо нека мала ограничења свом едикту 7. октобра 1771. године, и још је било ограничено након пада Sturensa 1773., када је уведена легализација и ако око цензура још увек није била уведена.
Џон Стјуарт Мил (1806–1873) је тврдио да без људске слободе нема напретка у науци, правима или политици, које према Милу захтевају дискусије слободних мишљења. Милова књига „На слободи“, издата 1859. године, постала је класична одбрана права на слободно изражавање. Мил је тврдио да истина потиче из лажности и да се због тога не треба бојати изражавања слободних идеја био да су тачне или не. Истина није стабилна или фиксна већ се временом развија. Мил је тврдио да већина онога што смо некада сматрали истинитим постало неистинито. Према томе, тврђење не треба забринути због њихове очигледне нетачности. Мил је такође тврдио да су слободне дискусије неопходне како би спречиле „дубоко слање одличног мишљења“. Дискусија би покренула постојање истине на чело и узимајући у обзир лажне тврдње, основе истинитих тврдњи би могле да се поново афирмишу. Штавише, Мил је тврдио да мишљење носи само интринзичну вредност власнику тог мишљења, чиме је утишавање изјаве мишљења неправда према основним људским правима. Према његовом мишљењу, једини пример оправданог потискивања говора је како би се спречила штета од стране директне и јасне претње. Економске или моралне последице, као и говорниково властито добро не могу оправдати потискивање говора.
У Волтеровој биографији од стане Евелин Беатрис Хал, се наводи следећа реченица како би приказала Волтерова уверења: „Не одобравам шта кажеш, али борићу се до последњег даха за твоје право да то кажеш.“. Нјен цитат је често навођен како би описао принципе слободе говора. У 20. веку Ноам Чомски тврди да: “Ако верујеш у слободу говора, верујеш у слободу говора која се тиче тема које вам се не допадају. Диктатори као што су Стаљин и Хитлер су се залагали за слободу говора, али само оних тема које им одговарају. Ако се залажете за слободу говора, то значи да се залажете за слободу говора управо оних тема које презирете.“. Ли Болингер тврди да „принцип слободног говора укључује посебан чин смањивања једне области друштвених интеграција за изузетну самоодрживост, чија је сврха да демонстрира и развије друштвену способност контроле осећања која су изазвана друштвеним сусретима.“ Болингер тврди да је толеранција пожељна вредност, ако не и суштинска. Међутим, критичари тврде да друштво треба да забрину они који директно заговарају или негирају, нпр. геноцид.
Године 1928. прича Љубавник Лејди Четерли, написана од стране Д. Х. Лоренса је забрањена због развратности у многим земљама, укључујући Уједињено Краљевсто, САД, Аустралију и Канаду. Крајем 50. и почетком 60. година прошлог век била је тема значајних судских одлука које су разматрале казну због развратности која је била преокренута. Доминик Сандбрук из Телеграфа пише: „ Данас када је јавна развратност постала уобичајена, тешко је вратити атмосферу друштва које је сматрало прикладним да забрани књиге као што је „Љубавник Лејди Четерли“ зато што је вероватно била „лишавала и кварила“ читаоце.“ Фред Каплан из Њујорк Тајмса тврди да је укидање закона о развратности „покренуло експлозију слободног говора“ у САД.
Право на слободу изражавања је било тумачено, тако да укључује право на сликање и објављивање фотографија странаца на јавним местима без њиховог сазнања или дозволе.